# Uranus (Shellac)
Singles de Shellac
The Rude Gesture: A Pictorial History
(1993) The Bird Is the Most Popular Finger
(1994)
Uranus est le second disque du groupe de rock américain shellac. Il s'agit d'un single deux titres sorti en octobre 1993 sur le label Touch and Go Records, uniquement au format 45 tours.
On pense souvent qu'il a été enregistré au cours de la même session que le premier single, The Rude Gesture: A Pictorial History. Comme sur les autres premières productions du groupe, des notes de pochettes indiquent certains détails sur le procédé et le matériel utilisés pour l'enregistrement des titres.
Certains jugent qu'on y retrouve les plus beaux moments du groupe, alors qu'il était encore relativement anonyme. La deuxième chanson, Wingwalker, raconte l'histoire d'une femme qui a la capacité de voler ; on peut y entendre Albini et Weston crier à diverses occasions « I'm a plane! Look at me, I'm a plane! » (« Je suis un avion ! Regarde-moi, je suis un avion ! »).

## Titres

### Face A
1. Doris

### Face B
1. Wingwalker

## Crédits
- Steve Albini - guitare, chant, ingénieur du son
- Robert S. Weston IV - basse, chœurs, ingénieur du son
- Todd Trainer - batterie